# Gargara trivialis
Gargara trivialis är en insektsart som beskrevs av Buckton 1901. Gargara trivialis ingår i släktet Gargara och familjen hornstritar. Inga underarter finns listade i Catalogue of Life.